# Johann Alexander Lerch

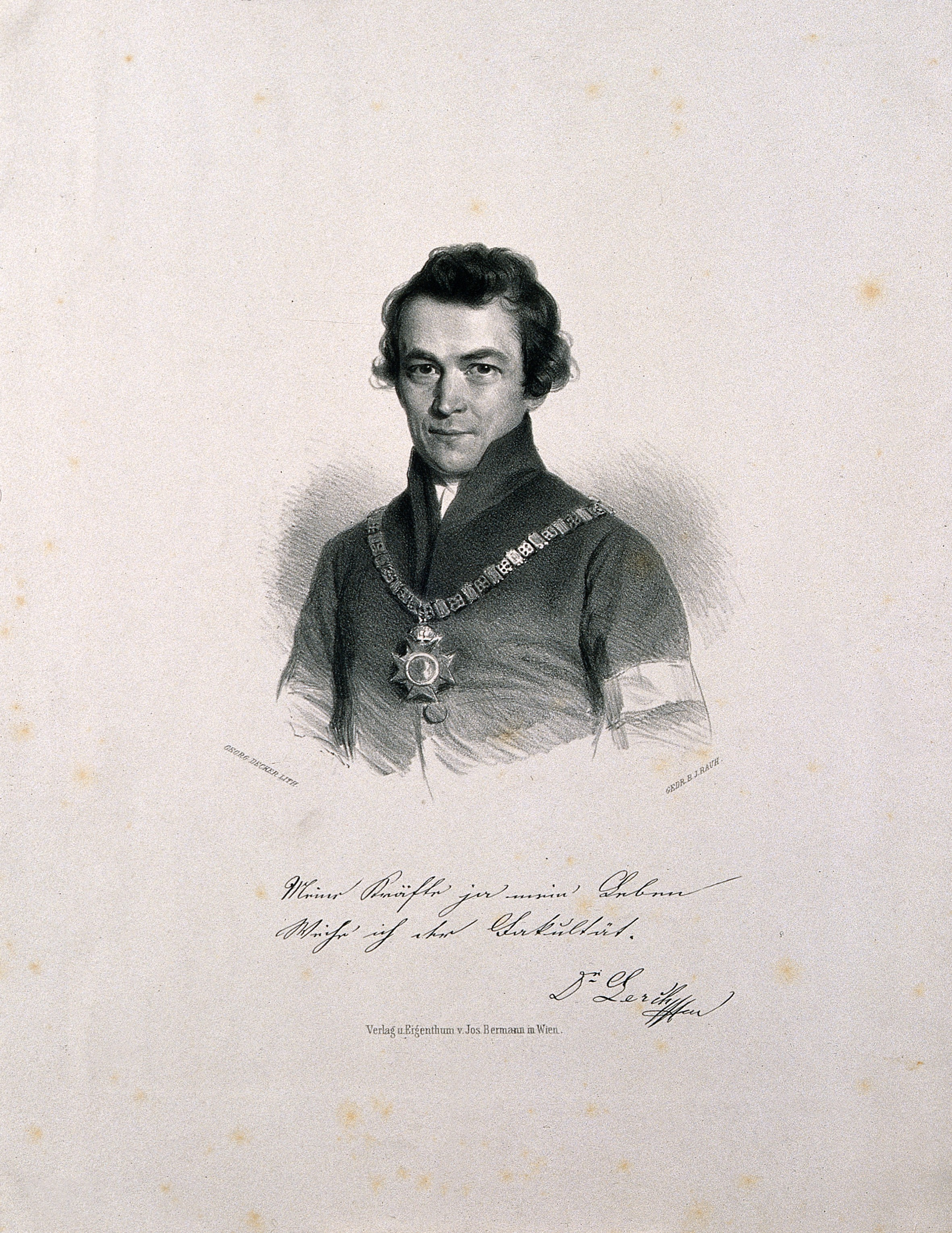
Johann Alexander Lerch, Lithographie von Georg Decker

Johann Alexander Lerch (* 18. Februar 1813 in Triebendorf, heute Třebařov, Tschechische Republik; † 7. Juli 1897 in Hainfeld, Niederösterreich) war ein tschechisch-österreichischer Mediziner und Politiker.

## Leben
Johann Alexander Lerch studierte in Wien Medizin und promovierte 1838 zum Doktor der Medizin. Danach war er als k.k. Armenarzt tätig und ordinierte im Spital der Barmherzigen Brüder. Er betätigte sich auch im öffentlichen Leben, besonders im Doctoren-Collegium. Dies ist eine Standesorganisation von an der Universität Lehrenden gemeinsam mit Universitätsabsolventen und gilt als Vorläufer der heutigen Ärztekammer.
Als Dekan der medizinischen Fakultät war er Vorstand jener Fakultätssitzung, die am 13. März 1848 beschloss, die studentische Forderung nach Bewaffnung zu unterstützen. Am selben Abend führte er eine Abordnung der Universität in die Hofburg, wo er beim Rücktritt Metternichs anwesend war und die Erlaubnis zur Bewaffnung der Studenten erreichen konnte. Als die Revolution im Oktober 1838 von kaiserlichen Truppen unter Fürst Windischgrätz niedergeschlagen wurde und Wien nach kurzen, blutigen Kämpfen besetzt wurde, organisierte Lerch das Sanitätswesen.
Wegen seiner intensiven Arbeit im Doctoren-Collegium wurde er 1855 zu deren Dekan gewählt. In den Jahren von 1863 bis 1866 und 1879 bis 1887 war er als Angehöriger der Mittelpartei, einer liberalen Gruppierung, im Wiener Gemeinderat und widmete sich dort vor allem sozialen Aufgaben.